# Stenomphrale teutankhameni
Stenomphrale teutankhameni är en tvåvingeart som först beskrevs av Krober 1924.  Stenomphrale teutankhameni ingår i släktet Stenomphrale och familjen fönsterflugor.
Artens utbredningsområde är Egypten. Inga underarter finns listade i Catalogue of Life.